# الإيقاع البيولوجي
الإيقاع البيولوجي (بالإنجليزية: Biological rhythm)، هي عملية بيولوجية متكررة. حيث يتم وصف بعض أنواع الإيقاعات البيولوجية بالساعات البيولوجية. يمكن أن يتراوح ترددها من ميكروثانية إلى أقل من حدث متكرر واحد كل عقد. تتم دراسة الإيقاعات البيولوجية بواسطة علم الأحياء الزمني. في السياق الكيميائي الحيوي تسمى الإيقاعات البيولوجية التذبذبات الكيميائية الحيوية.
تحدث الاختلافات في توقيت ومدة النشاط البيولوجي في الكائنات الحية في العديد من العمليات البيولوجية الأساسية. تحدث هذه العمليات البيولوجية في الحيوانات أثناء الأكل، والنوم، والتزاوج، والسبات، والهجرة، والتجدد الخلوي، وما إلى ذلك. وأيضا تحدث في النباتات أثناء حركات الأوراق، وتفاعلات التمثيل الضوئي ، وما إلى ذلك، وفي الكائنات الحية الميكروبية مثل الفطريات والأوليات.. كما وقد تم العثور عليها أيضًا في البكتيريا ، خاصة بين البكتيريا الزرقاء (المعروفة أيضًا باسم الطحالب الخضراء المزرقة، انظر إيقاعات الساعة البيولوجية البكتيرية).

## إيقاع الساعة البيولوجية
أفضل إيقاع تمت دراسته في علم الأحياء الزمني هو إيقاع الساعة البيولوجية، وهي دورة مدتها 24 ساعة تقريبًا تظهرها العمليات الفسيولوجية في كل هذه الكائنات الحية.يأتي مصطلح الساعة البيولوجية من العبارة اللاتينية "circa diem"، والتي تعني "حوالي يوم". ويتم تنظيمه من خلال الساعات البيولوجية.
ويمكن أيضًا تقسيم إيقاع الساعة البيولوجية إلى دورات روتينية خلال اليوم المكون من 24 ساعة:
- نهاري ، الذي يصف الكائنات الحية النشطة أثناء النهار.
- ليلي ، وهو يصف الكائنات الحية النشطة في الليل.[5]
- شفقي ، الذي يصف الحيوانات التي تنشط بشكل أساسي خلال ساعات الفجر والغسق (على سبيل المثال: الغزلان ذات الذيل الأبيض، وبعض الخفافيش).

في حين يتم تعريف إيقاعات الساعة البيولوجية على أنها تنظمها عمليات داخلية ، قد يتم تنظيم الدورات البيولوجية الأخرى عن طريق إشارات خارجية. في بعض الحالات، قد تظهر الأنظمة الغذائية المتعددة إيقاعات مدفوعة بالساعة البيولوجية لأحد الأعضاء (والتي قد تتأثر أيضًا أو يتم إعادة ضبطها بعوامل خارجية). قد تنظم الدورات النباتية الداخلية نشاط البكتيريا عن طريق التحكم في توافر التمثيل الضوئي المنتج في النبات.

## دورات أخرى
كما تتم دراسة العديد من الدورات الهامة الأخرى، بما في ذلك:
- إيقاعات تحت يومية (infradian) ، وهي دورات أطول من يوم واحد. تشمل الأمثلة الدورات السنوية التي تحكم دورات الهجرة أو التكاثر في العديد من النباتات والحيوانات، أو الدورة الشهرية للإنسان. وفي مجالات عوامل النمو وتأثيراتها التنظيمية على دورة الخلية، يتم الآن توضيح جوانب مهمة وجوهرية للإيقاعات البيولوجية تحت يومية.[6]

إيقاعات Ultradian ، وهي دورات أقصر من 24 ساعة، مثل دورة حركة العين السريعة (REM) لمدة 90 دقيقة، أو دورة الأنف لمدة 4 ساعات، أو دورة إنتاج هرمون النمو لمدة 3 ساعات. مع ظهور تقنيات الجينوم الأكثر فعالية، وتصوير الفواصل الزمنية عالية الدقة، ألقت العديد من الدراسات الحديثة الضوء على وجود وظائف إيقاعات الكبد فوق اليومية، مثل إيقاعات الكبد كل 12 ساعة، وإيقاعات كل 8 ساعات، والتي تدور عند التوافق الثاني والثالث من التردد اليومي (24 ساعة) 
- إيقاعات المد والجزر ، التي يتم ملاحظتها بشكل شائع في الحياة البحرية، والتي تتبع الانتقال لمدة 12.4 ساعة تقريبًا من المد العالي إلى المنخفض والعودة.
- الإيقاعات القمرية التي تتبع الشهر القمري (29.5 يومًا). وهي ذات صلة بالحياة البحرية على سبيل المثال، حيث يتم تعديل مستوى المد والجزر عبر الدورة القمرية.
- التذبذبات الجينية – يتم التعبير عن بعض الجينات بشكل أكبر خلال ساعات معينة من اليوم مقارنة بساعات أخرى.[8]

في كل دورة، تسمى الفترة الزمنية التي تكون فيها العملية أكثر نشاطًا الطور الأكروبي. عندما تكون العملية أقل نشاطًا، تكون الدورة في طور الأعماق أو طور القاع. وتسمى اللحظة الخاصة لأعلى نشاط هي الذروة أو الحد الأقصى، بينما أدنى نقطة هي الحضيض. ويتم قياس مدى ارتفاع (أو انخفاض) العملية من خلال السعة .

## الأساس الكيميائي الحيوي للإيقاعات البيولوجية
يقدم كتاب Goldbeter تحليلا شاملا للآليات الكيميائية الحيوية وخصائصها الحركية التي تكمن وراء الإيقاعات البيولوجية.